# FAST FORWARD〜FUTURE BREAKBEATNIX〜
『FAST FORWARD〜FUTURE BREAKBEATNIX〜』（ファストフォワードフューチャーブレークビートニックス）は、moveの通算七枚目のリミックスアルバムである。

## 概要
- ジャケットにはレーシングカーが描かれている。
- DJ KAORIなどの大物リミキサーが参加している。
- CDのパッケージ方法に誤りがあり、公式サイトで告知していた。

## 収録曲
1. Free ZION －Wall5 Mix－ / Remixed by Heigo Tani(Co-Fusion)
2. REALITY －DJ KAORI Mix－ / Remixed by DJ KAORI
3. Spiritual Tattooist －NO PAIN NO GAIN Mix－ / Remixed by FORCE PF NATURE
4. RIOT GENERATOR －SUBZERO Mix－ / Remixed by SUBZERO for Kakuhen Production
5. Painless PAIN －BEROSHIMA Mix－ / Remixed by BEROSHIMA
6. DEEP CALM －Deep Prayer Mix－ / Remixed by Masahito Tobisawa
7. WORLD'S END～Rebirth～ －JOUJOUKA Mix－ / Remixed by JOUJOUKA
8. RUNAWAY －MALAWI ROCKS Mix－ / Remixed by MALAWI ROCKS